# Ludwig Schmid-Reutte
Ludwig Schmid-Reutte, eigentlich Ludwig Schmid (* 3. Januar 1862 in Lechaschau; † 13. November 1909 in der Heilanstalt Illenau) war ein deutscher Maler des Naturalismus und Hochschullehrer.

## Leben und Werk

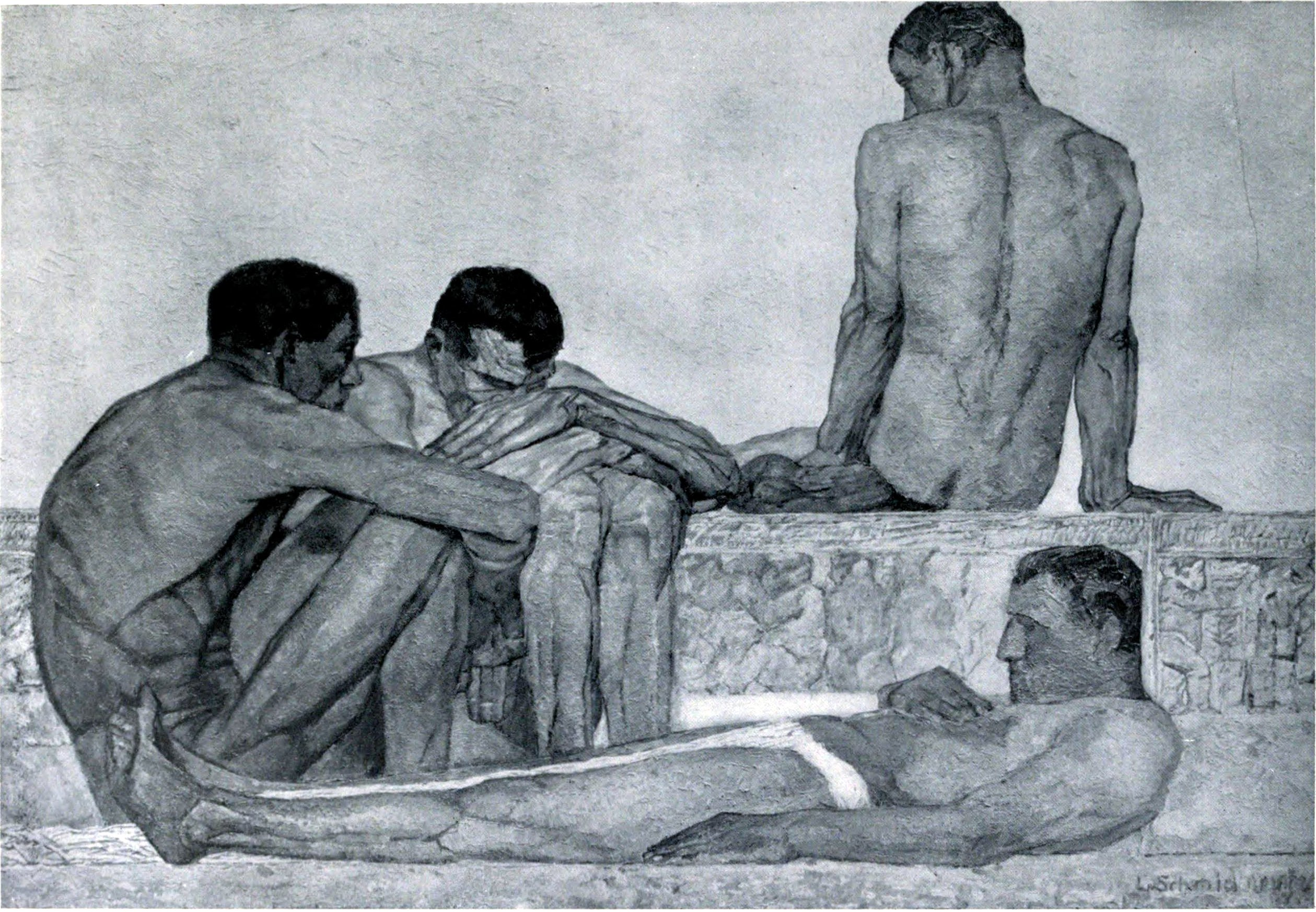
Das Werk „Ruhende Flüchtlinge“ von Schmid-Reutte zeigt die für ihn typischen männlichen Akte.

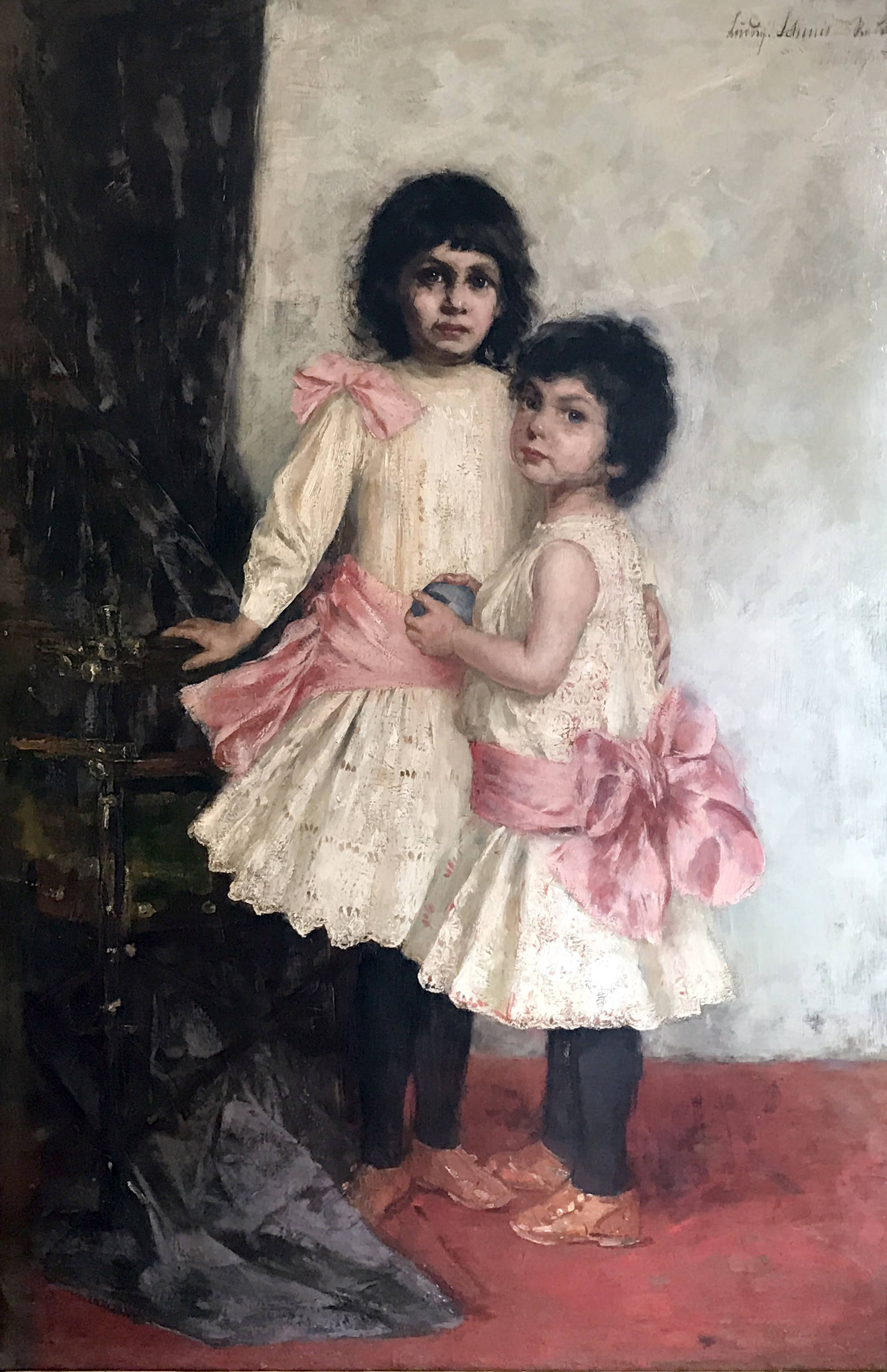

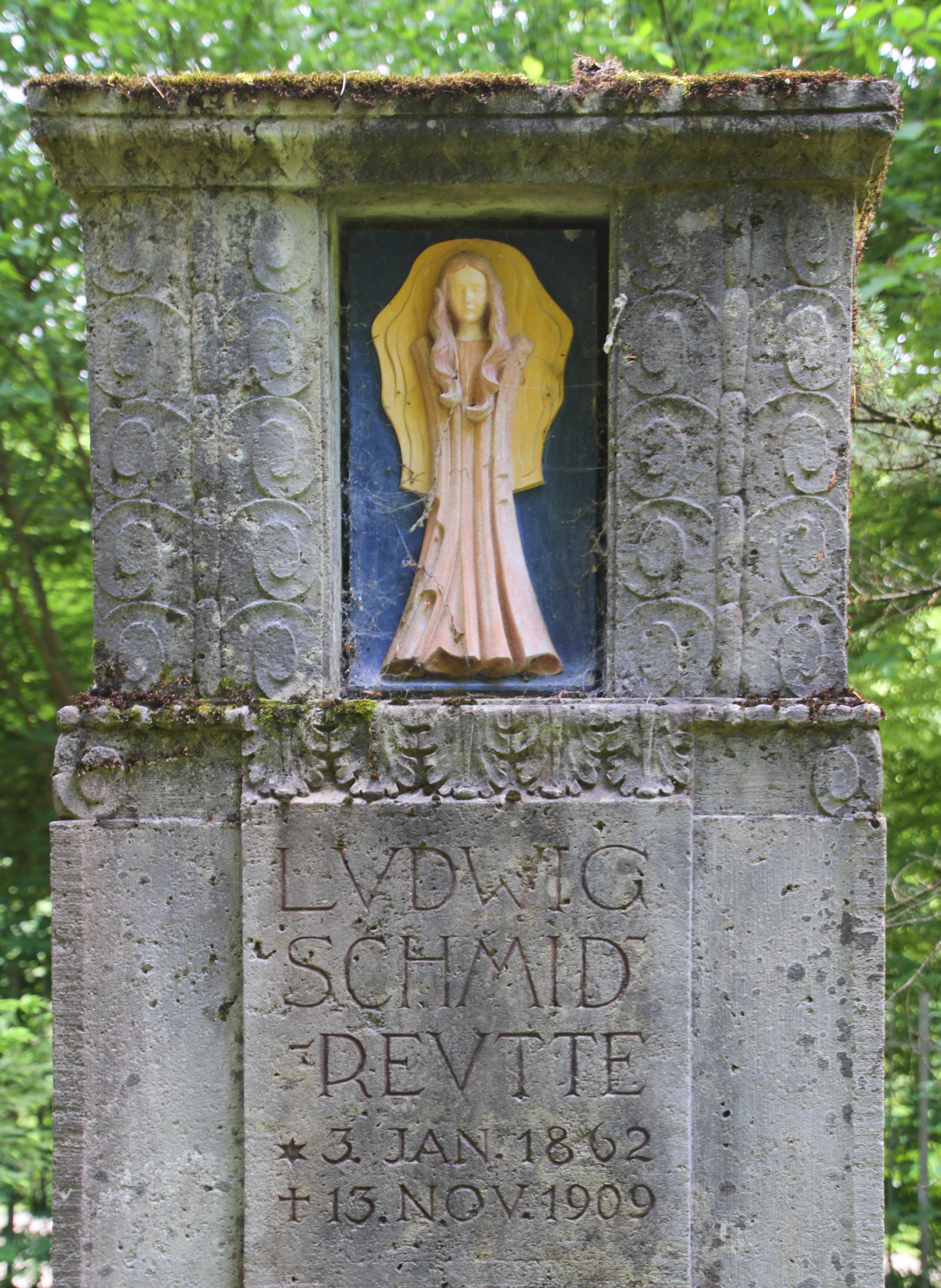
Schmid-Reuttes Grabmal auf dem Illenauer Friedhof in Achern

Schmid-Reutte war der Sohn des Steinhauers, Maurers und Bauern Franz Anton Schmid. Nach dem Besuch der Volksschule war er zunächst als Maurer-Handlanger in Bayern tätig, ehe er seit dem 8. Oktober 1878 ein Schüler der Antikenklasse bei Franz von Defregger und Ludwig von Löfftz an der Münchner Kunstakademie wurde. Zu Beginn des Jahres 1890 gründete und leitete er gemeinsam mit Friedrich Fehr eine Spezialschule für künstlerische Anatomie in München, die einen guten Ruf gehabt haben soll, und gab auch Unterricht in der Zeichnen- und Malklasse nach lebendem Modell an der Damenakademie des Münchner Künstlerinnenvereins. Von 1899 bis 1907 lehrte Schmid-Reutte als Professor an der Akademie der Bildenden Künste Karlsruhe. Im Jahr 1904 wurde er mit dem Ritterkreuz erster Klasse des Ordens vom Zähringer Löwen ausgezeichnet. Seit Anfang des Jahres 1909 musste er aus gesundheitlichen Gründen seine Tätigkeit beenden. „Er trank viel, so daß er daran zugrunde ging“, so sein Schüler Arthur Grimm.
Zu seinem Lebenswerk gehören unter anderem die Gemälde „Am Scheideweg“, „Ringer“, „Flagellanten“ und „Schäfer“. Schmid-Reutte wählte für seine Gemälde vor allem männliche Akte: Ihm erschienen der straffe Rhythmus der Muskulatur, der Gelenke und des Knochenbaus am wichtigsten.
Einer seiner Schüler war ab 1890 der Maler Julius Seyler und ab 1895 war Clara Westhoff Schülerin an der privaten Malschule von ihm und Friedrich Fehr.